# Графство Манреса
Графство Манреса (кат. Comtat de Manresa, исп. Condado de Manresa) — графство на западе графства Осона, включавшее Моянес и Бажес. Благодаря Реконкисте Манреса распространилась к Анойе, Сегарре и Урхеля.
Замок в Манресе датируется последней четвертью IX века. В это время опустошённые после восстания Айссо земли заселялись заново выходцами из перенаселённых графств Пальярс и Серданья. Возрождённые земли перешли под власть Вифреда Волосатого, который придал им церковную и политическую организацию. Долина Валье-де-Лорд отошла к графству Урхель, а паг Бергеды — к Серданье, однако земли Рипольеса, Люсаньеса, Долина Вик и Гуилерьес сплотились вокруг города Аусы. Появилось графство Аусона (Осона) — и Вифред присоединил Моянес и Бажес, которые уже имели собственную столицу, Манресу.
Согласно документам, с 906 года Манреса не обладала судебным или административным значением, она не имела виконта и была скорее географической единицей. В центре Манресы был одноимённый паг. Самое значительное различие между Манресой и остальной Осоной связано с привилегиями, пожалованными французским королём Эдом в 889 и 890 годах: он призвал манресанцев построить башни для его войск против мавританского вторжения. Манреса утратила значение даже как термин в XII веке, когда графство было разделено на багарии.